# August Welke
Johann August Friedrich Welke  (* 18. Juni 1841 in Frankenhausen; † 25. Dezember 1885) war von Beruf Knopfmacher und Politiker.
In die Geschichte der deutschen Sozialdemokratie ist er eingegangen, weil er der erste Sozialdemokrat im deutschen Kaiserreich überhaupt war, der für Frankenhausen  am 23. Januar 1871, also noch vor Ende des Krieges mit Frankreich, ein Mandat für den Landtag Schwarzburg-Rudolstadt (1871–1874) errang. Der zweite, dem das für Plauen gelang, war der Rechtsanwalt Otto Freytag, der 1877 in den Sächsischen Landtag einzog. Welke war Mitbegründer des Arbeiter-Bildungs- und Unterstützungsvereins in Frankenhausen. Welke war seit 1869 Leiter der Frankenhäuser Sozialisten. Er war als Delegierter auf dem Gründungsparteitag der Sozialdemokratischen Arbeiterpartei (SDAP) in Eisenach 1869.